# آس‌بادهای طبس مسینا
آسبادهای طبس مسینایا آسیاب بادی طبس مسینا مربوط به دوره قاجار است و در شهرستان درمیان، شهر طبس مسینا واقع شده و این اثر در تاریخ ۱۱ دی ۱۳۸۰ با شمارهٔ ثبت ۴۶۶۱ به‌عنوان یکی از آثار ملی ایران به ثبت رسیده است.
در شهر طبس مسینای خراسان جنوبی اکنون ۶۰ باب آسباد موجود است و از این رو باید آن را پایتخت آسبادهای دنیا دانست.
آسباد که برخی آن را نخستین ساخته صنعتی  بشر می‌دانند قدمتی به بلندای تاریخ دارد. در پهنه وسیعی از خراسان بزرگ تاریخی از شمال هرات تا جنوب سیستان با بهره‌گیری از بادهای ۱۲۰ روزه، درست در فصلی که مقارن با برداشت غلات است آسبادها به کار می‌افتادند.
در میان پهنه‌های شرق ایران بزرگ شامل آسبادهای خراسان جنوبی، رضوی و سیستان که از فناوری آسباد بهره می‌بردند خراسان جنوبی از اهمیت خاصی برخوردار است و همین اهمیت موجب شده که مطابق آخرین شناسایی‌های انجام شده این استان با ۲۵۹ باب آسباد موجود بیشترین تعداد آسباد را در سطح کشور داشته باشد.
با توجه با اینکه شدت بادهای ۱۲۰ روزه در مناطق محتلف خراسان جنوبی نیز یکسان نیست  و از طرفی نیاز به نیروی باد برای تولید آرد از غلات تابع نیازهای جامعه هدف و یا تولید غلات در محل است، اکنون از نظر تعداد شهرستان درمیان بیشترین تعداد آسباد را در سطح شهرستان‌های ایران دارد و پس از آن نهبندان در رده دوم قرار دارد.
در حال حاضر آسبادها علاوه بر درمیان و نهبندان در شهرستان‌های بیرجند، سربیشه، قاینات و خوسف نیز دیده می‌شوند. در شهر تاریخی طبس مسینا که بنیان آن حداقل به دوره اشکانی می‌رسد به خاطر وجود  دشتی حاصل خیز که خود تولیدکننده غلات فراوانی بوده تعداد آسبادها بالاست؛ به نحوی که در شهر طبس مسینا در حال حاضر ۶۰ باب آسباد موجود است و از این رو باید آن را پایتخت آسبادهای دنیا دانست.